# FC Den Bosch in het seizoen 1999/00
Het seizoen 1999/2000 was het 46e jaar in het bestaan van de Bossche betaaldvoetbalclub FC Den Bosch. De club kwam uit in de Eredivisie en eindigde daarin op de 18e plaats, dit betekende dat de club rechtstreeks degradeerde naar de Eerste divisie. Tevens deed de club mee aan het toernooi om de KNVB Beker, hierin werd in de tweede ronde verloren van FC Utrecht (0–2).

## Wedstrijdstatistieken

### Eredivisie
|       | Ajax  | AZ    | Cambuur Leeuwarden | Feyenoord | Fortuna Sittard | De Graafschap | sc Heerenveen | MVV   | N.E.C. | PSV   | RKC Waalwijk | Roda JC | Sparta Rotterdam | FC Twente | FC Utrecht | Vitesse | Willem II |
| ----- | ----- | ----- | ------------------ | --------- | --------------- | ------------- | ------------- | ----- | ------ | ----- | ------------ | ------- | ---------------- | --------- | ---------- | ------- | --------- |
| Thuis | 1 – 1 | 2 – 3 | 1 – 1              | 0 – 4     | 0 – 2           | 1 – 1         | 0 – 2         | 1 – 1 | 1 – 1  | 2 – 6 | 0 – 3        | 2 – 2   | 7 – 0            | 0 – 0     | 3 – 2      | 2 – 1   | 1 – 1     |
| Uit   | 6 – 1 | 2 – 0 | 1 – 2              | 3 – 0     | 1 – 1           | 3 – 0         | 1 – 1         | 2 – 0 | 2 – 0  | 7 – 0 | 1 – 1        | 3 – 0   | 3 – 2            | 3 – 2     | 2 – 1      | 1 – 0   | 2 – 1     |

### KNVB Beker
| Groepsfase                                          | FC Den Bosch                                                                | 6 – 0 (2 – 0) | GVVV                   |
| 6 augustus 1999 Plaats: 's-Hertogenbosch De Vliert  | Krzysztof Bociek 4', 44', 74', 81' Patrick Hobbelen 50' Patrick Deckers 90' |               |                        |
| Groepsfase                                          | FC Den Bosch                                                                | 0 – 0         | RBC                    |
| 10 augustus 1999 Plaats: 's-Hertogenbosch De Vliert |                                                                             |               |                        |
| Groepsfase                                          | UDI '19/Beter Bed                                                           | 1 – 1 (0 – 0) | FC Den Bosch           |
| 17 augustus 1999 Plaats: Uden Sportpark Parkzicht   | Maikel Drummen 69'                                                          |               | 54' Harry van der Laan |
| 2e ronde                                            | FC Utrecht                                                                  | 2 – 0 (0 – 0) | FC Den Bosch           |
| 22 september 1999 Plaats: Utrecht Galgenwaard       | Dirk Kuijt 51' Theo Lucius 83'                                              |               |                        |

## Statistieken FC Den Bosch 1999/2000

### Eindstand FC Den Bosch in de Nederlandse Eredivisie 1999 / 2000
| Stand | Gespeeld | Gewonnen | Gelijk | Verloren | Punten | Doelpunten voor | Doelpunten tegen |
| ----- | -------- | -------- | ------ | -------- | ------ | --------------- | ---------------- |
| 18e   | 34       | 4        | 11     | 19       | 23     | 36              | 74               |

### Topscorers
| #                 | Naam               | Goal |
| ----------------- | ------------------ | ---- |
| 1.                | Henk Vos           | 10   |
| 2.                | Harry van der Laan | 8    |
| 3.                | Fred van der Hoorn | 4    |
| 4.                | Jan Michels        | 3    |
| 5.                | Patrick Deckers    | 2    |
| 5.                | Chaly Jones        | 2    |
| 5.                | Peter Uneken       | 2    |
| 5.                | Christopher Wreh   | 2    |
| 9.                | Mourad Mghizrat    | 1    |
| 9.                | Arnold Scholten    | 1    |
| Onbekend doelpunt |                    |      |
| –                 | Onbekend           | 1    |
| Totaal            | Totaal             | 36   |

| #      | Naam               | Goal |
| ------ | ------------------ | ---- |
| 1.     | Krzysztof Bociek   | 4    |
| 2.     | Patrick Deckers    | 1    |
| 2.     | Patrick Hobbelen   | 1    |
| 2.     | Harry van der Laan | 1    |
| Totaal | Totaal             | 7    |

## Voetnoten
Ajax ·
AZ ·
FC Den Bosch ·
Cambuur Leeuwarden ·
Feyenoord ·
Fortuna Sittard ·
De Graafschap ·
sc Heerenveen ·
MVV ·
N.E.C. ·
PSV ·
RKC Waalwijk ·
Roda JC ·
Sparta Rotterdam ·
FC Twente ·
FC Utrecht ·
Vitesse ·
Willem II